# Rentenmark

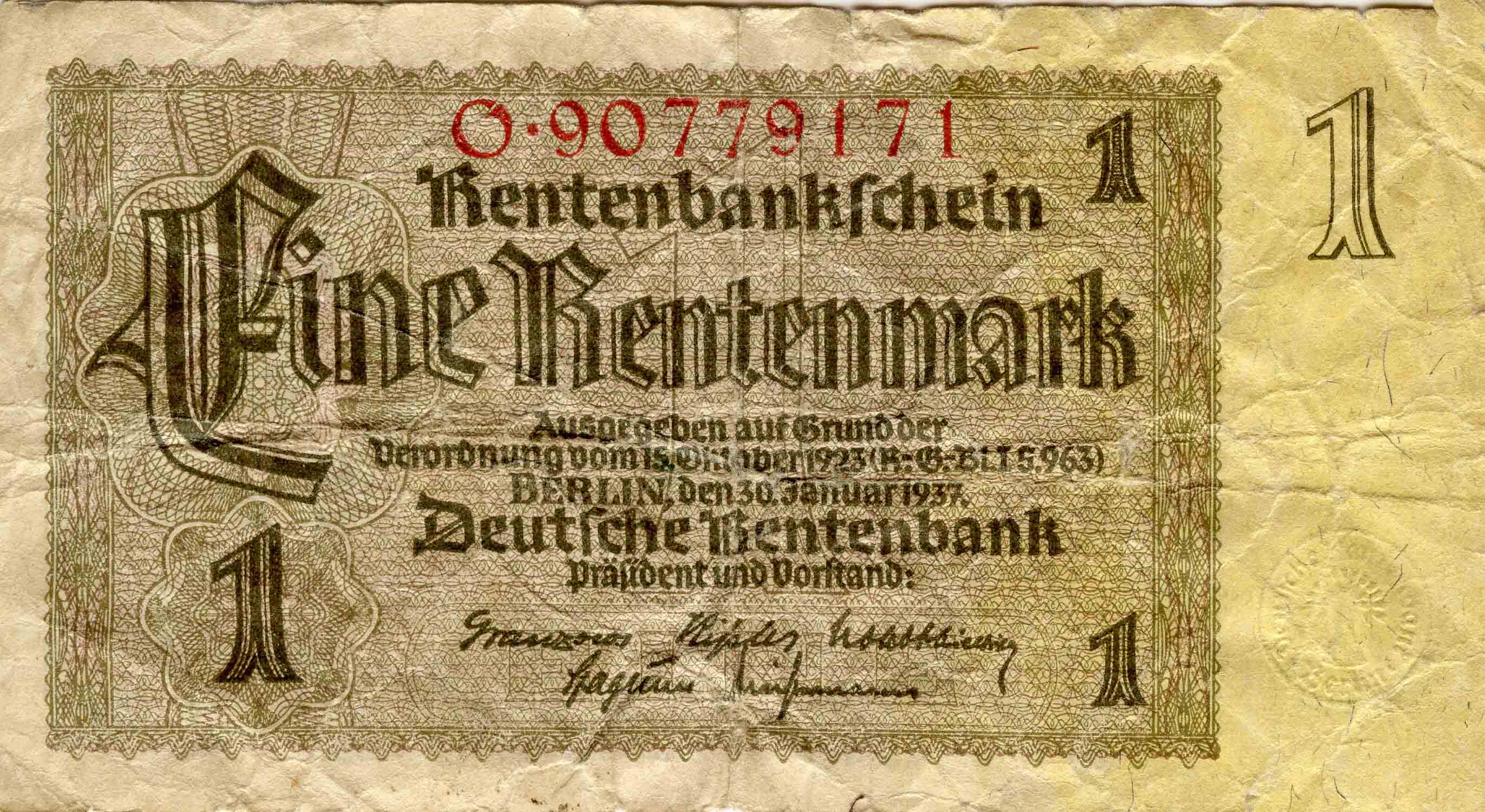
Een Rentenmark

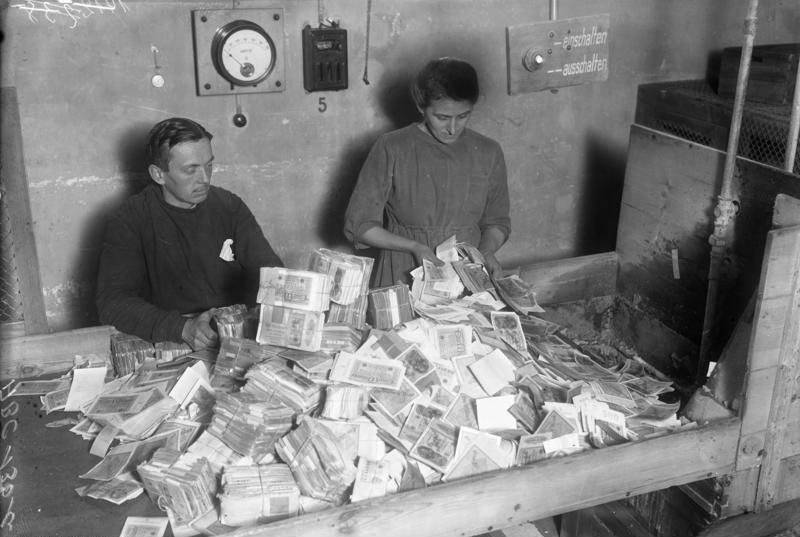
Vernietiging van papiergeld na het invoeren van de Rentenmark.

De Rentenmark (Nederlands: rentenmark) was in november 1923 de op nieuwe monetaire gronden gewaardeerde Duitse Reichsmark (rijksmark). De eerste Reichsmarken verschenen pas op 30 augustus 1924. De Rentenmark was evenveel waard als 1 biljoen (1012) Papiermark en gelijkgesteld met de Reichsmark. Na het verschijnen van de Reichsmark werd de Rentenmark niet meer in officiële stukken vermeld.
In de zomer van 1923 bezetten Franse en Belgische troepen het Ruhrgebied om de betaling van de in de Vrede van Versailles aan Duitsland opgelegde herstelbetalingen af te dwingen. Daarop werd gereageerd door massale stakingen. De arbeiders werden gewoon uitbetaald door geld bij te drukken (zogenoemde monetaire financiering) hetgeen tot hyperinflatie leidde. De mark daalde in waarde (in de volksmond Papiermarken genaamd) en de economie van het land verslechterde. Omdat de herstelbetalingen nominaal gesteld waren werden die zodoende sneller afgelost, waarop Frankrijk en België dreigden de industrieën te ontmantelen en de machines weg te voeren.
Na bemiddeling van de Verenigde Staten hief Gustav Stresemann de stakingen op en beloofden Frankrijk en België het gebied in de winter van 1924 te evacueren. Ook besloten de VS de Duitse economie te steunen door leningen te verstrekken die de economische groei zouden stimuleren waardoor aan de herstelbetalingen voldaan kon worden én de leningen ingelost zouden kunnen worden.
Om de koers van de Reichsmark te stabiliseren werd besloten de waarde ervan voortaan te baseren op de pachtopbrengsten van de landbouwgronden, die aanzienlijk stabieler leken. Nadeel daarvan was dat de agrariërs buitengewoon zwaar belast werden. Dit resulteerde in het verlaten van het traditionele stemgedrag waarbij de agrarische sector traditiegetrouw op de Deutsche Zentrumspartei en de vele versplinterde landbouwpartijen stemde. De monarchistische, Duits-nationale partijen en de NSDAP konden hiervan uiteindelijk profiteren.
De Reichsmark en Rentenmark bleven tot de invoering van de Duitse mark in 1948 naast elkaar bestaan. Hoewel ze evenveel waard waren, was alleen de Rentenmark gedekt. Deze dekking stabiliseerde de koers van de Reichsmark.